# 厚床車站
厚床車站（日语：／ Attoko eki */?）是位於北海道根室市厚床的北海道旅客鐵道（JR北海道）根室本線（花咲線）的鐵路車站。電報略號為アト。曾是與標津線之間的轉車站，但在1989年（平成元年）被廢除後，由巴士所取代。2000年（平成13年），厚床車站被選為青春18車票（2000年夏天）海報的攝影地方。
車站名稱來自阿伊努語的「at-tuk-to」（裂葉榆生長的沼澤）。

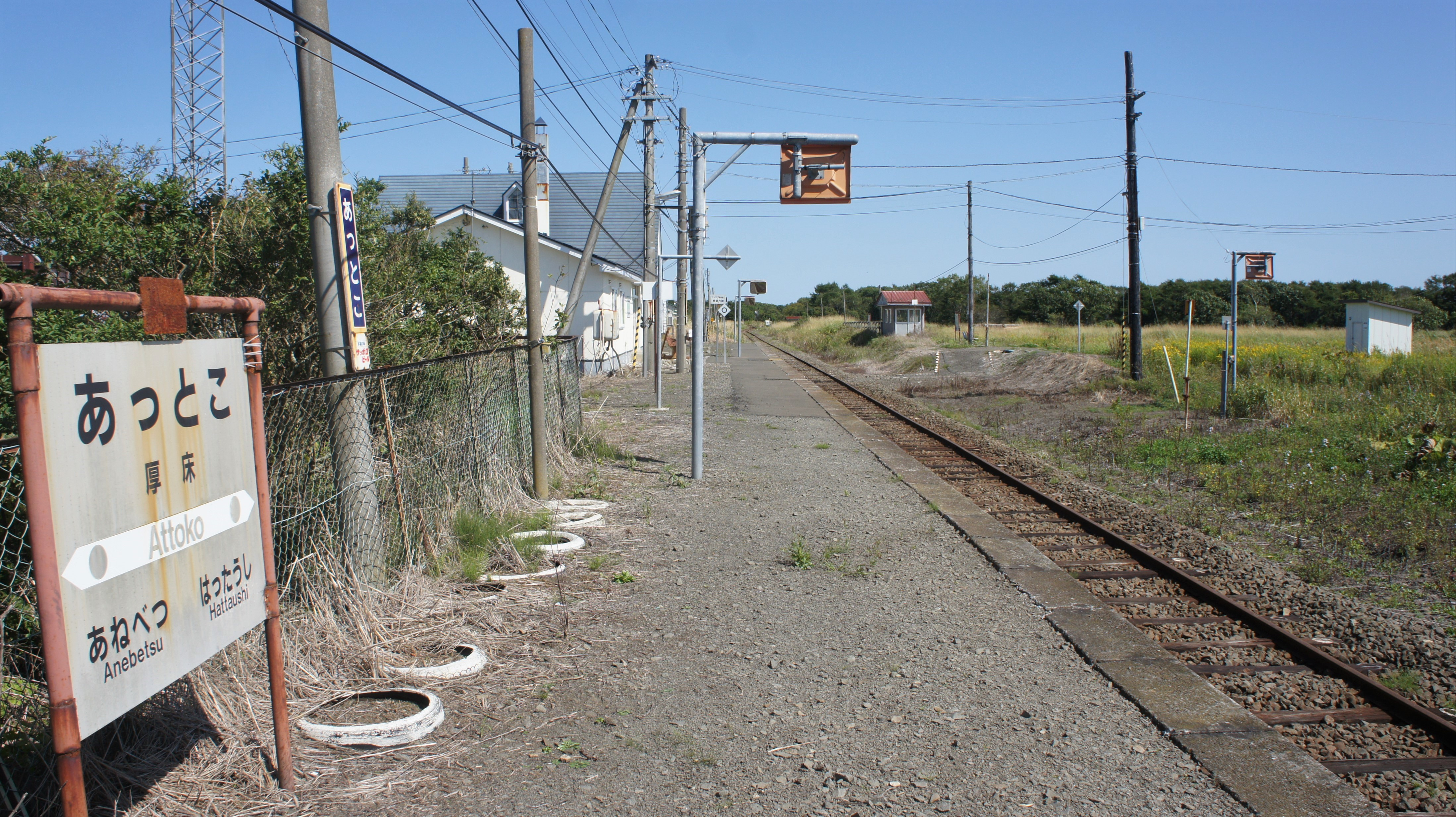
月台（2018年9月）

## 歷史
- 1919年（大正8年）11月25日 - 由厚岸到本車站的路線開始營業。為一般車站。亦是根室支廳最初設置的車站。設置釧路車庫厚床停泊所。
- 1920年（大正9年）11月10日 - 路線延伸至西和田。
- 1933年（昭和8年）12月1日 - 標津線開始營業[1]。
- 1937年（昭和12年）10月30日 - 厚床停泊所改為釧路車庫厚床分區。
- 1958年（昭和33年）10月1日 - 廢除釧路車庫厚床分區。
- 1961年（昭和36年）3月 - 設置明治乳業的專用線。
- 1969年（昭和44年）2月1日 - 設置標茶機關區厚床派出所。
- 1979年（昭和54年）7月15日 - 廢除貨物處理。
- 1982年（昭和57年）11月1日 - 標茶機關區厚床派出所改為厚床停泊所。
- 1983年（昭和58年）4月1日 - 廢除標茶機關區厚床停泊所。
- 1984年（昭和59年）2月1日 - 廢除行李處理。
- 1987年（昭和62年）4月1日 - 國鐵分割民營化後，由JR北海道繼承。
- 1989年（平成元年）
  - 4月30日 - 廢除標津線，車站簡易委託化。
  - 11月2日 - 現在的車站大樓、巴士等候室及車站前廣場舉行開幕式。
- 1995年（平成7年）9月1日 - 廢除簡易委託，車站無人化。

## 車站構造
厚床車站為1面1線的地面車站。為根室站管理的無人車站。曾经是拥有单式月台和岛式月台的可供列车交换的车站。曾经在中央設有平交道。基本上所有上下行列車都會使用車站大樓旁的1號線，而需要交換列車時則使用2號線。以前曾存在3號線，供標津線的列車使用。
現在的車站大樓為1989年（平成元年），標津線被廢除後，改建成與巴士共用的雙用途等候室，窗口由根室交通厚來辦公室經營。在標津線被廢除後的同時，車站亦被簡易委託化，而窗口也開始售賣JR車票。現在則只售賣巴士車票。

## 車站便當
以前曾作為日本最東端的便當售賣車站，主要售賣「扇貝便當」。但當厚床車站停止售賣便當的同時，根室車站開始售賣便當，並將日本最東端的便當售賣車站讓給根室車站。而厚床車站停止售賣便當後，車站前的「佐佐木商店」開始售賣便當；不過由於製作的人士開始年老而不能製作，於2006年（平成19年）停止售賣。

## 車站周邊
位於厚床的市中心。不過，車站前有不少廢棄房屋而比較寂靜。
- 國道44號
- 國道243號
- 根室市政府厚床分所
- 根室警察署厚床派出所
- 厚床郵政局（併設日本郵政釧路分店厚床配送中心）
- 根室市立厚床中學
- 根室市立厚床小學
- 根室徑巴士

## 巴士路線
- 根室交通
  - 根室車站、有磯辦公室方向
  - 別海、中標津方向（JR標津線的代替巴士）
  - 別海、中標津、中標津機場方向
- 北都交通、根室交通
  - 極光號：札幌車站（全日空札幌分店前）方向
- 根室交通、釧路巴士
- 特急根室號：釧路車站、釧路市立醫院方向

## 相鄰車站
北海道旅客鐵道（JR北海道）
根室本線（花咲線）
快速「花咲」
濱中－厚床－根室
快速「納沙布」
濱中 → 厚床 → 落石
普通
姉別－厚床－ 別當賀－落石

## 外部連結
- （日語）JR北海道 – 厚床車站（页面存档备份，存于）
- （日語）厚床車站 （页面存档备份，存于）
- （日語）全驛參觀之旅 （页面存档备份，存于）